# Lissieu
Lissieu ist eine französische Gemeinde mit 3193 Einwohnern (Stand: 1. Januar 2022) in der Métropole de Lyon in der Region Auvergne-Rhône-Alpes. Sie gehört administrativ zum Arrondissement Lyon und war bis 2015 Teil des Kantons Limonest.

## Geographie
Lissíeu ist eine banlieue im Norden von Lyon an der Hügelkette des Mont d’Or, im Weinbaugebiet Coteaux du Lyonnais. Umgeben wird Lissieu von den Nachbargemeinden Les Chères im Norden, Chasselay im Osten und Nordosten, Limonest im Süden und Südosten, Dardilly im Süden, Dommartin im Südwesten sowie Marcilly-d’Azergues im Westen und Nordwesten.
Durch die Gemeinde führen die Autoroute A6 und die frühere Route nationale 6 (heutige D306).

## Bevölkerungsentwicklung
| Jahr                       | 1962 | 1968 | 1975 | 1982 | 1990 | 1999 | 2006 | 2011 |
| -------------------------- | ---- | ---- | ---- | ---- | ---- | ---- | ---- | ---- |
| Einwohner                  | 481  | 597  | 734  | 2091 | 2535 | 3090 | 3307 | 3049 |
| Quellen: Cassini und INSEE |      |      |      |      |      |      |      |      |

## Sehenswürdigkeiten
- Kirche von 1682
- Schloss Lissieu
- Schloss Bois Dieu

|  |  |

## Gemeindepartnerschaft
Mit der Gemeinde Bagassi in Burkina Faso besteht eine Partnerschaft.